# Parafia św. Józefa Oblubieńca Najświętszej Maryi Panny w Zagnańsku
Parafia Świętego Józefa Oblubieńca Najświętszej Maryi Panny – parafia rzymskokatolicka w Zagnańsku (diecezja kielecka, dekanat zagnański). Erygowana w 1996. Mieści się przy ulicy Turystycznej. Duszpasterstwo w niej prowadzą księża diecezjalni. Od 2024 proboszczem jest ks. kan. Bogdan Szymkiewicz.